# المويلح (فلسطين)
المويلح إحدى القرى الفلسطينية المهجرة بعد حرب 1948، وكانت تقع في قضاء يافا. كانت القرية تقع في السهل الساحلي الأوسط على بعد 1,5 كلم شمالي نهر العوجا، ونحو كيلومتر شرقي الطريق العام المؤدي إلى تل أبيب ويافا والقرى المجاورة. قدر عدد سكانها في عام 1945 بـ 360 نسمة، وتصل مساحتها إلى 3.342 دونم زراعي.

## تاريخ القرية
وقد أنشأ القرية بدو يتحدّرون من عرب الملحة الرحل، وكانوا استوطنوا المنطقة وبنوا منازلهم حول عين ماء في بادئ الأمر. ثم في موازاة الطريق المؤدية إلى رأس العين «قرية قريبة هجرت في أوائل هذا القرن». لم يكن لانتشار منازل القرية أي شكل مخصوص، وكان سكانها في معظمه من المسلمين. في فترة الانتداب، بنى كبار مالكي الأراضي دارات لهم وسط بساتين الحمضيات والموز الممتدة خارج القرية. وفي 1944\1945, كان ما مجموعه 949 دونماً مروياً أو مستخدما للبساتين. وكانت الآبار الواقعة في الركن الشرقي من القرية تمد سكانها بمياه الري.

## احتلال القرية
من الصعب تحديد متى هجر سكان المويلح. لكن من المرجح أن تكون القرية احتلت في وقت مبكر نسبياً، ربما خلال الأسابيع الأولى من سنة 1948. فقد كانت هدفاً سهلاً لضربات الهاغاناه والإرغون، نظراً إلى موقعها القائم في المنطقة الواقعة شمالي شرقي تل أبيب الحافلة بالمستعمرات الصهيونية. إذ إن الفترة الممتدة بين أواخر كانون الأول ديسمبر 1947 وأواخر آذار 1948، شهدت إخلاء كثير من قرى هذه المنطقة جراء الهجمات المباشر بصورة عامة.

## القرية اليوم
يصعب تحديد الموقع بدقة. ولا يزال بعض الدارات قائماً، لكنه مهجور، وسط النباتات البرية. وكانت إحدى هذه الدارات ملكا لهاشم الجيوسي، الذي صار لاحقاً وزيراً في الحكومة الأردنية. والدارة بناء أسمنتي مؤلف من طبقتين له أبواب ونوافذ مستطيلة الشكل، ودرج أمامي يؤدي إلى الطبقة العلوية. أما الدارات الأخرى فقد حولت إلى ركام. وأما الأراضي المحيطة فمزرعة.
أنشأت مستعمرة نفي يراك [الإنجليزية] في سنة 1951، قسم منها على أراضي القرية وقسم آخر على أراضي قرية جلجولية ( إحدى القرى التي لا تزال قائمة).